# 擦绒·次仁央宗

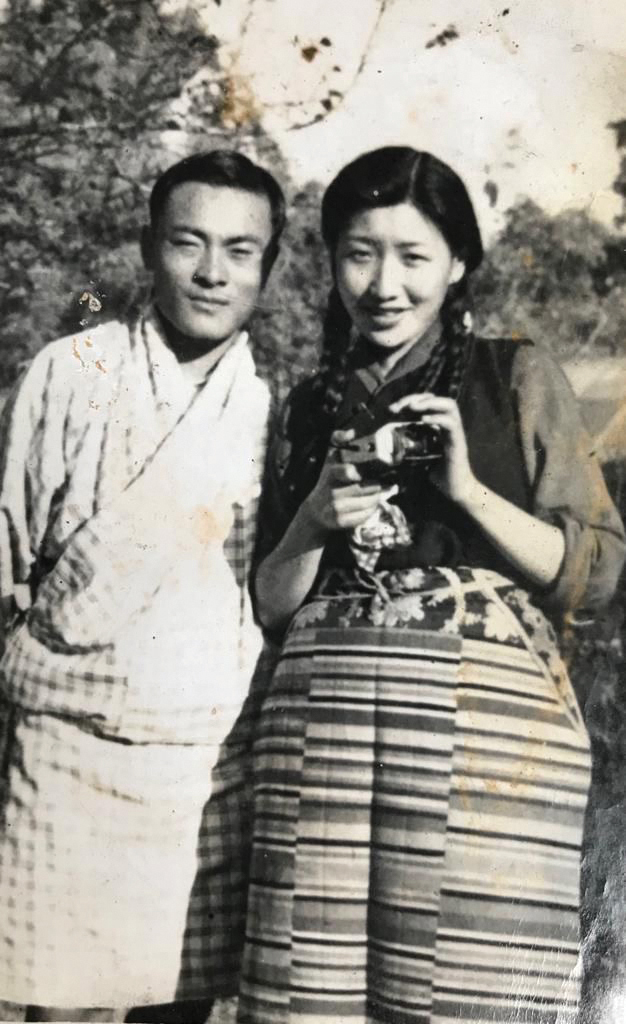
年轻时的次仁央宗（右）与不丹国王吉格梅·多吉·旺楚克（左）

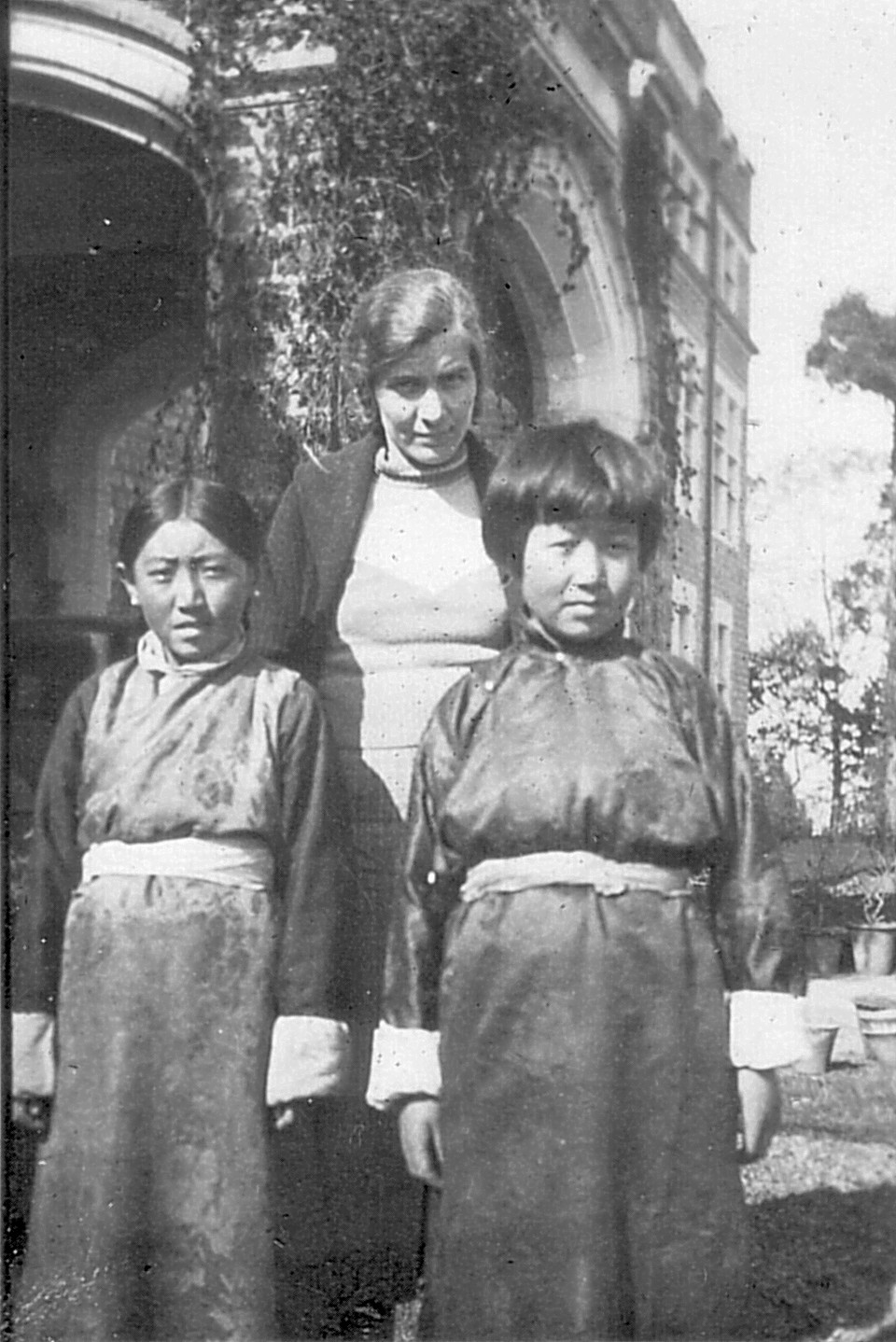
1934年在大吉岭黑门山学校上学时的次仁央宗、她的姐姐贡桑拉吉与她们的老师莉拉·恩贝格（Lila Engberg）女士

擦绒·次仁央宗（藏語：ཚེ་རིང་དབྱང་འཛོམས།，威利转写：tshe ring dbyang 'dzoms，1924年—2024年6月27日），不丹王国第一任首相吉格梅·帕尔登·多吉之妻，原西藏噶伦兼藏军总司令擦绒·达桑占堆之女。她也是不丹太王太后格桑却登的长嫂。

## 生平
次仁央宗出身于西藏贵族擦绒家族。她的父亲擦绒·达桑占堆原为第十三世达赖喇嘛的侍从。1912年擦绒·旺秋杰布被杀后，达赖喇嘛让达桑占堆入赘擦绒家族，继承家族的产业。她的母亲次丹卓嘎则是旺秋杰布次女，曾嫁入霍康家族，在丈夫去世后回到擦绒家，与达桑占堆生下六个子女。次仁央宗为两人的长女。
次仁央宗早年就读于印度大吉岭黑门山学校，并取英文名“特丝”（Tess），因此后来她也被称为“特丝拉”（Tess La）。求学期间，她结识了后来的不丹首相吉格梅·帕尔登·多吉，二人相恋。但随后她的父亲达桑占堆让她回到西藏，准备将她许配他人。次仁央宗于是写信给吉格梅·帕尔登·多吉，他随即请求其父、时任不丹首席部长索南·托杰·多吉出面向擦绒家提亲。尽管当时西藏与不丹之间的联姻并不普遍，擦绒家最终还是同意了这桩婚事。两人于1942年11月在噶伦堡完婚。
1952年，她的丈夫出任不丹首相，辅佐新登基的第三任国王吉格梅·多吉·旺楚克。尽管她并未担任任何正式政府职务，但在幕后积极推动不丹的教育和外交等事业。1962年，她与另外两位女性一同访问澳大利亚，协助不丹加入科伦坡计划。1964年，她的丈夫遭暗杀身亡。后来，她前往穆索里的藏人学校教书，并在当地再婚。在第二任丈夫于1980年代去世后，她返回不丹，居住在多吉家族在朗久帕卡（Lanjophakha）的宅邸。
2024年6月27日，次仁央宗在朗久帕卡逝世，终年100岁。